# Drugi hladni rat
Drugi hladni rat, Novi hladni rat, Hladni rat 2.0 ili Nastavak hladnog rata izrazi su kojim se opisuje gospodarski, politički i diplomatski sukob koji je sredinom 2010-ih nastao između bloka pretežno zapadnih država na čelu sa SAD-om na jednoj, te Rusije i njoj savezničkih država na drugoj strani. Posebnost novohladnoratovskog nadmetanja jest postojanje treće svjetske sile, NR Kine, koja gradi strateški savez s Ruskom Federacijom kao ravnopravan akter, a ne satelit.
Kao uzrok njihova sukoba navodi se odgovor zapadnih država na Euromajdan u Ukrajini, odnosno uvođenje gospodarskih sankcija protiv Rusije zbog ruskog pripojenja Krima (stvaranja tzv. Krimske krize) i podupiranja proruskih pobunjenika u Istočnoj Ukrajini, te u manjoj mjeri američko uplitanje u teritorijalni spor nekoliko azijskih država s NR Kinom.

## Također pogledajte
- Treći svjetski rat